# 茶陵軍
茶陵军，中国宋朝的行政区划——军。
宋高宗绍兴九年（1139年），升茶陵县为茶陵军，隶衡州。宋宁宗嘉定四年（1211年），分康乐、云阳、常平三乡置酃县（今湖南省炎陵县），隶属于衡州。茶陵复为茶陵县。元朝至元十九年（1282年），升为茶陵州。